# Morinda corneri
Morinda corneri är en måreväxtart som beskrevs av Khoon Meng Wong. Morinda corneri ingår i släktet Morinda och familjen måreväxter. Inga underarter finns listade i Catalogue of Life.